# Heinz Volkmer
Heinz Volkmer fue un deportista austríaco que compitió en bobsleigh. Ganó una medalla de bronce en el Campeonato Mundial de Bobsleigh de 1931, en la prueba doble.

## Palmarés internacional
| Campeonato Mundial | Campeonato Mundial | Campeonato Mundial | Campeonato Mundial |
| Año                | Lugar              | Medalla            | Prueba             |
| ------------------ | ------------------ | ------------------ | ------------------ |
| 1931               | Oberhof (Alemania) | Medalla de bronce  | Doble              |